# سیارک ۳۳۷۴
سیارک ۳۳۷۴ (به انگلیسی: 3374 Namur، نامگذاری:1980KO) سه هزار و سیصد و هفتاد و چهارمین سیارک کشف شده‌است که در ۲۲ مه ۱۹۸۰ کشف شد.
قدر مطلق سیارک برابر ۱۳٫۰۰ است.